# Pietro De Vico
Pietro De Vico (Napoli, 1º febbraio 1911 – Roma, 10 dicembre 1999) è stato un attore italiano di teatro e cinema.
Comico, macchiettista e caratterista, fu esponente di spicco del teatro napoletano.
(Testimonianza di Pietro De Vico)

## Biografia
Figlio d'arte, debuttò sul palcoscenico da piccolo, dapprima per sopperire alla mancanza di una bambola che doveva fungere da infante in 'Na creatura sperduta di Eduardo Scarpetta. Fondò una compagnia teatrale con i due fratelli, il Trio De Vico appunto. Negli anni trenta, anni in cui il Trio si cimentò nell'avanspettacolo con buon successo, De Vico conobbe Anna Campori, cantante d'operetta e attrice romana, anch'ella figlia d'arte, che diventerà sua compagna di vita e di scena.

Elio Pandolfi, Pietro De Vico e Raffaele Pisu in una trasmissione di Radio Rai nel 1954

 I due furono sposati dal marzo 1937 fino alla morte di lui.
Nel 1950 interpretò il ruolo del fidanzato segreto della figlia del personaggio di Aldo Fabrizi nel film La famiglia Passaguai. Nel 1959 Eduardo De Filippo lo chiamò a interpretare la parte di Erricuccio in La fortuna con l'effe maiuscola e nel 1962 quella di Nennillo in Natale in casa Cupiello e di qui ebbe l'opportunità di recitare in molte commedie dell'autore napoletano, alcune delle quali per la televisione. Ma la popolarità giunse con Giovanna, la nonna del Corsaro Nero, trasmissione andata in onda dal 1961 al 1966, in cui De Vico, assieme alla moglie e a Giulio Marchetti, ottenne successo nella parte di Nicolino.
Nel 1971, voluto da Luisa Conte e dal marito Nino Veglia, prese parte a Annella di Porta Capuana, la commedia che segnò la riapertura dello storico Teatro Sannazaro. Accanto a Luisa Conte fu fra i principali interpreti dell'opera teatrale di Gaetano Di Maio. Bravo attore di prosa, negli anni della maturità venne chiamato dal regista Antonio Calenda in molti spettacoli di successo, tra cui Cinecittà (1985) e Aspettando Godot di Samuel Beckett (1990).
Tra i film cui De Vico partecipò, quasi sempre come caratterista o spalla comica dalla notevole bravura (celebri le sue interpretazioni del balbuziente): Totòtruffa 62 (1961), Totò diabolicus (1962), Il giudizio universale (1961), Che fine ha fatto Totò Baby? (1964), Sgarro alla camorra (1973), La messa è finita (1985), Ladri di futuro (1991).

### Morte
Morì il 10 dicembre 1999 a causa di un ictus all'ospedale Fatebenefratelli di Roma, a 88 anni, lasciando la moglie Anna Campori e due figlie. Il funerale nella chiesa di San Francesco a Ripa nel quartiere di Trastevere. Riposa al cimitero del Verano nella tomba di famiglia.

## Filmografia

### Cinema
- Natale al campo 119, regia di Pietro Francisci (1947)
- Totò cerca casa, regia di Steno e Monicelli (1949)
- Totò sceicco, regia di Mario Mattoli (1950)
- Signori, in carrozza!, regia di Luigi Zampa (1951)
- La famiglia Passaguai, regia di Aldo Fabrizi (1951)
- La famiglia Passaguai fa fortuna, regia di Aldo Fabrizi (1952)
- Il viale della speranza, regia di Dino Risi (1953)
- La valigia dei sogni, regia di Luigi Comencini (1953)
- Le diciottenni, regia di Mario Mattoli (1955)
- Ore 10: lezione di canto, regia di Marino Girolami (1955)
- Una voce, una chitarra, un po' di luna, regia di Giacomo Gentilomo (1956)
- Sette canzoni per sette sorelle, regia di Marino Girolami (1957)
- Serenata a Maria, regia di Luigi Capuano (1957)
- A sud niente di nuovo, regia di Giorgio Simonelli (1957)
- Il conte di Matera, regia di Luigi Capuano (1958)
- Quando gli angeli piangono, regia di Marino Girolami (1958)
- Arriva la banda, regia di Tanio Boccia (1959)
- Fantasmi e ladri, regia di Giorgio Simonelli (1959)
- La duchessa di Santa Lucia, regia di Roberto Bianchi Montero (1959)
- Ferdinando Iº re di Napoli, regia di Gianni Franciolini (1959)
- Sogno di una notte di mezza sbornia, regia di Eduardo De Filippo (1959)
- L'impiegato, regia di Gianni Puccini (1960)
- Caccia al marito, regia di Marino Girolami (1960)
- Meravigliosa, regia di Carlos Arévalo e Siro Marcellini (1960)
- Appuntamento a Ischia, regia di Mario Mattoli (1960)
- Mariti in pericolo, regia di Mauro Morassi (1960)
- Chi si ferma è perduto, regia di Sergio Corbucci (1960)
- Caravan petrol, regia di Mario Amendola (1960)
- La moglie di mio marito, regia di Antonio Román (1961)
- Sua Eccellenza si fermò a mangiare, regia di Mario Mattoli (1961)
- Torna a settembre (Come September), regia di Robert Mulligan (1961)
- 5 marines per 100 ragazze, regia di Mario Mattoli (1961)
- Totòtruffa 62, regia di Camillo Mastrocinque (1961)
- Il giudizio universale, regia di Vittorio De Sica (1961)
- Il segugio, regia di Bernard-Roland (1961)
- Le magnifiche 7, regia di Marino Girolami (1961)
- Pesci d'oro e bikini d'argento, regia di Carlo Veo (1961)
- Rocco e le sorelle, regia di Giorgio Simonelli (1961)
- Mariti a congresso, regia di Luigi Filippo D'Amico (1961)
- Che femmina!! e... che dollari!, regia di Giorgio Simonelli (1961)
- Totò diabolicus, regia di Steno (1962)
- Nerone '71, regia di Filippo Walter Ratti (1962)
- Il gladiatore di Roma, regia di Mario Costa (1962)
- Lo sceicco rosso, regia di Fernando Cerchio (1962)
- Twist, lolite e vitelloni, regia di Marino Girolami (1962)
- I soliti rapinatori a Milano, regia di Giulio Petroni (1963)
- La pretura, episodio de Gli imbroglioni, regia di Lucio Fulci (1963)
- I marziani hanno dodici mani, regia Castellano e Pipolo (1964)
- L'uomo mascherato contro i pirati, regia di Vertunnio De Angelis (1964)
- Sedotti e bidonati, regia di Giorgio Bianchi (1964)
- Napoleone a Firenze, regia di Piero Pierotti (1964)
- Che fine ha fatto Totò Baby?, regia di Ottavio Alessi (1964)
- Cadavere a spasso, regia di Marco Masi (1965)
- Soldati e caporali, regia di Mario Amendola (1965)
- Mi vedrai tornare, regia di Ettore Maria Fizzarotti (1966)
- Giorno caldo al Paradiso Show, regia di Enzo Di Gianni (1966)
- Non stuzzicate la zanzara, regia di Lina Wertmüller (1967)
- Una ragazza tutta d'oro, regia di Mariano Laurenti (1967)
- Soldati e capelloni, regia di Ettore Maria Fizzarotti (1967)
- La vuole lui... lo vuole lei, regia di Mario Amendola (1967)
- Pensiero d'amore, regia di Mario Amendola (1969)
- Lisa dagli occhi blu, regia di Bruno Corbucci (1969)
- Lady Barbara, regia di Mario Amendola (1970)
- Il prete sposato, regia di Marco Vicario (1971)
- Brancaleone alle Crociate, regia di Mario Monicelli (1970)
- Homo Eroticus, regia di Marco Vicario (1971)
- Sgarro alla camorra, regia di Ettore Maria Fizzarotti (1973)
- La mazzetta, regia di Sergio Corbucci (1978)
- Figlio mio sono innocente!, regia di Carlo Caiano (1978)
- La messa è finita, regia di Nanni Moretti (1985)
- Scandalo segreto, regia di Monica Vitti (1990)
- Ladri di futuro, regia di Enzo Decaro (1991)

### Televisione
- Racconti dell'Italia di ieri - Terno secco - film TV (1961)
- Natale in casa Cupiello - film TV (1962)
- Annella di Porta Capuana - film TV (1963)
- Michele Settespiriti - miniserie TV, 1 episodio (1964)
- Giovanna, la nonna del Corsaro Nero, 1961-1966.
- Stasera Fernandel - miniserie TV, 1 episodio (1969)
- Porfirio e Pepe - cartone animato, doppiatore Pepe (1977)
- Volontari per destinazione ignota - film TV (1979)
- Lulu - miniserie TV (1986)
- Il vigile urbano - serie TV, 1 episodio (1989)

## Doppiatori italiani
- Stefano Sibaldi in La famiglia Passaguai
- Gianrico Tedeschi in Homo Eroticus